# Nikolos Mali
Nikolos „Nika“ Mali (georgisch ნიკოლოზ “ნიკა” მალი, FIFA-Schreibweise nach engl. Transkription: Nikoloz “Nika” Mali; * 27. Januar 1999 in Tiflis) ist ein georgischer Fußballspieler, der beim Erstligisten FC Saburtalo Tiflis unter Vertrag steht. Der rechte Außenverteidiger ist seit September 2020 georgischer Nationalspieler.

## Karriere

### Verein
Der in der georgischen Hauptstadt Tiflis geborene Nikolos Mali entstammt der fußballerischen Ausbildung des FC Saburtalo Tiflis, wo er zum Ende der Saison 2014/15 in die erste Mannschaft befördert wurde. Am 4. Mai 2015 (33. Spieltag) bestritt er beim 3:1-Auswärtssieg gegen den FC Sugdidi mit 16 Jahren sein Debüt in der zweithöchsten georgischen Spielklasse. Anschließend kam der rechte Außenverteidiger für beinahe zwei Jahre zu keinem weiteren Einsatz bei den Herren und erst im Spieljahr 2017 erhielt er wieder Einsatzchancen beim inzwischen in die erstklassige Erovnuli Liga aufgestiegenen Verein. Am 29. April 2017 (9. Spieltag) erzielte er beim 5:0-Heimsieg gegen den FC Schukura Kobuleti sein erstes Tor in seiner professionellen Laufbahn. In dieser Saison kam er zu 14 Ligaeinsätzen, in denen er einen Treffer verbuchen konnte.
In der nächsten Spielzeit 2018 absolvierte er jedoch nur drei Ligaspiele, wodurch auch sein Anteil am ersten gewonnenen Meistertitel der Vereinsgeschichte minimal blieb. Im nächsten Spieljahr 2019 wurde er wieder regelmäßig eingesetzt und entwickelte sich zu einer wichtigen Stammkraft in der Verteidigung der Adler. In 24 Ligaeinsätzen gelangen ihm dabei ein Torerfolg und sechs Vorlagen.
2022 wechselte Mali zu Dinamo Tiflis.

### Nationalmannschaft
Mit der georgischen U19-Nationalmannschaft nahm Mali an der U19-Europameisterschaft 2017 im eigenen Land teil, wo er in allen drei Gruppenspielen zum Einsatz kam. Insgesamt bestritt er für diese Auswahl im Zeitraum November 2016 und November 2017 10 Länderspiele, in denen er ohne Torbeteiligung blieb. Zwischen März 2019 und November 2020 kam zu 10 Einsätzen in der U21, bei denen er zwei Treffer vorlegen konnte.
Am 8. September 2020 debütierte er beim 1:1-Unentschieden gegen Nordmazedonien in der UEFA Nations League für die A-Auswahl.

## Erfolge
FC Saburtalo Tiflis
- Georgischer Meister: 2018
- Georgischer Pokalsieger: 2019
- Georgischer Supercupsieger: 2020